# Aotus griseimembra
Aotus griseimembra (лат.) — вид млекопитающих семейства ночных обезьян из Южной Америки.

## Классификация
Ранее рассматривался в качестве подвида панамской мирикины (A. lemurinus), позднее был поднят до ранга вида. Точная классификация рода Aotus дискуссионна, с видовым рангом Aotus griseimembra согласны не все, до сих пор включая его в вид A. lemurinus.

## Описание
Небольшой примат, вес самцов около 1000 грамм, вес самок около 920 грамм. Шерсть короткая, плотная. Цвет шерсти на спине от серовато-коричневого до красновато-коричневого. Брюхо светлее, желтоватого оттенка. Шерсть на тыльной стороне ладоней и ступней светло-кофейного цвета, при этом волоски имеют тёмные кончики, что отличает этот вид от других видов группы A. lemurinus.

## Распространение
Встречается в Колумбии, от северной части бассейна реки Рио Сину (возможно также и к востоку от него) до границы с Венесуэлой, включая горы Сьерра-Невада-де-Санта-Марта и долины рек Магдалена и Каука. В Венесуэлы ареал к западу и югу от Маракайбо.

## Поведение
Является древесным и ночным животным. Активен исключительно ночью — по данным лабораторных исследований, активность снижается даже при уровне освещения равном уровню освещения полной Луны. Населяет различные типы леса, включая вторичные леса, и кофейные плантации. Образует небольшие семейные группы от двух до шести животных. Каждая группа имеет свою территорию, которые редко пересекаются. Плотность популяции составляет, согласно разным исследованиям от 1,5 до 150 животных на км2, при этом верхняя цифра соответствует сильно потревоженному лесу. Беременность длится около 133 дней, интервал между родами составляет около 270 дней.

## Статус популяции
Международный союз охраны природы присвоил виду охранный статус «Уязвимый». Основная угроза виду — разрушение среды обитания, особенно в Колумбии. Кроме этого, в 1960-е и 1970-е годы эти обезьяны подвергались отлову для исследований в области лечения малярии.